# Euphoric field
「euphoric field」（ユーフォリック・フィールド）は、2007年10月24日にジェネオンエンタテインメントから発売されたELISAのシングル。

## 解説
テレビアニメ『ef - a tale of memories.』のオープニングに起用され、オンエアではイントロ部分はカットされた英語版が使用された。また最終回では一部のカットを結末に即したものに変えられ、歌も日本語版へと差し替えられた。テレビアニメ第2期『ef - a tale of melodies.』では、第11話で挿入歌として使用されている。
曲を担当したELISAは本作で歌手デビューを果たしたが、初めてのレコーディングのため表現方法に苦難した経験があり、2008年に実施されたインタビューでは再度録り直したいという旨のコメントを残している。これについて音楽評論家の冨田明宏は、デビュー当時のELISAが「ありのままの形でパッケージングされている作品として、十分成立する魅力がある」と言及している。イード社によるアニメ関連情報サイト「アニメ！アニメ！」では「作品の世界観を体現したかのようなクリアで神秘的な歌声が、瞬く間にファンの心を捉えた」とELISAの歌声について絶賛されている。アニメ・声優情報のポータルサイト「エキサイトニュース」の記事によればアニメファンの間で「神曲と称賛された」とも記されている。音楽情報サイトBARKSはそのように楽曲が受容されたことを「儚げな表情とは裏腹の強い存在感を持ったシンガーELISAの声はミステリアスな魅力を持ち、アニメの世界観を完璧に表現」したためと論考している。
初回出荷分には、CDジャケットサイズの2008年のカレンダーの一部が同封された。なお、それ以降の『ef - a tale of memories.』関連のCDやDVD（「悠久の翼 07.mix」等は除く）を全て揃えると2008年のカレンダーが完成する形となる。CD作品は発売後、2008年11月時点で3万枚の売上を記録するロングヒット作となり、「アニメ！アニメ！」による記事でも「新人として異例」と取り上げられた。
ELISAが歌うバージョン以外にも、『ef - a tale of memories.』のヒロインの声優達が歌うバージョン（全て日本語）が3種類存在し、それぞれのヒロインのイメージに合わせてアレンジが大きく変更されている。
これらは以下のジェネオンエンタテインメントより発売されているボーカルCDにそれぞれ収録されている。
- ef-a tale of memories. ENDING THEME
  - 『Adagio by Miyako Miyamura』（GNCA-0080、2007年10月24日発売）歌：宮村みやこ（cv.田口宏子）
  - 『Vivace by Kei Shindou』（GNCA-0081、2007年11月21日発売）歌：新藤景（cv.岡田純子）
  - 『Andante by Chihiro Shindou』（GNCA-0082、2007年12月21日発売）歌：新藤千尋（cv.やなせなつみ）

## 収録曲
1. euphoric field（Japanese） [3:56]
作詞：酒井伸和 / 作曲・編曲：天門
2. euphoric field（English） [3:56]
作詞：酒井伸和 / 訳詞：西田恵美 / 作曲・編曲：天門
3. euphoric field（English TV-EDIT cho.2） [1:30]
作詞：酒井伸和 / 訳詞：西田恵美 / 作曲・編曲：天門
4. euphoric field（INST） [3:56]

## スタッフ
- 作詞：酒井伸和（minori）、西田恵美（「English」「english TV-EDIT cho.2」）
- 作曲・編曲・ピアノ：天門（minori）
- バイオリン：土屋玲子
- アコスティック&エレクトリックギター：柳英一朗
- エレクトリックギター：酒井伸和
- エグゼクティブプロデューサー：川村明廣
- ゼネラルプロデューサー：関戸雄一
- プロデューサー：松田章男
- カバーイラストレーション：杉山延寛
- スペシャルサンクス
  - 大沼心、新房昭之、高山カツヒコ、数馬英治、久保田光俊・雨宮茂幸（シャフト）
  - ネイムマネジメント
  - 太布尚弘・金庭こず恵（ムービック）、シバタミツテル（フロンティアワークス）、「ef」製作委員会

## 悠久の翼 07.mix/euphoric field live.mix

### 収録曲
1. 悠久の翼 07.mix
歌：雨宮優子（中島裕美子）
テレビアニメ『ef - a tale of memories.』最終話エンディング
2. euphoric field live.mix
歌：ELISA
3. Three artows NSR.
歌：宮村みやこ（田口宏子）、新藤景（岡田純子）、新藤千尋（やなせなつみ）
4. 悠久の翼 07.mix（INST）